# جوزيف أبي ضاهر
جـوزف أبـي ضاهـر (مواليد غادير (جونية) 1947)هو شاعر، رسام، نحّات، صحافي، مسرحي، إعلامي وناشر. بدأ العمل في الصحافة سنة 1964 في مجلة «الدبور»، ثم تنقّل: محررًا، مديرًا للتحرير، رئيسًا للتحرير، مسؤولاً عن القسم الثقافي، وكاتب مقال في صحف ومجلات عدة، منها: الجريدة، الجديد، اللواء، العمل، الأحرار، لسان الحال، الجمهوريّة، الديار، الأنوار، الجندي اللبناني، المدينة، ايليت، فينوس.

## أعماله
75 كتابًا (شعر، نصوص، بحوث، وسير) وموسوعة الزجل اللبناني في ستة أجزاء. تُرجم شعره إلى الفرنسيّة والإنكليزيّة وصدرت مؤلفات ودراسات عنه، من أبرزها كتاب «عطر الرغبات في شعر جوزف أبي ضاهر» للدكتور خريستو نجم. كتب وأعدّ وقدّم ثلاثة آلاف حلقة إذاعيّة في إذاعة لبنان، وصوت لبنان ولبنان الحر وصوت الجبل وصوت الحق (1969 ـ 2004). كتب وأعدّ مئات الحلقات التلفزيونيّة، موزّعة بين الـ: LBC، تلفزيون لبنان، M.T.V.NBN وART. كتب للمسرح 18 مسرحية للأطفال، وسبع مسرحيات للدمى المتحركة. معارضه التشكيليّة الخاصة توزّعت في لبنان: رسم (أربعة معارض)، نحت (معرضان)... وشارك في 18 معرضًا، وعرضت أعماله خارج لبنان في: ساو باولو، ريو دي جينيرو، الأرجنتين، الأورغواي وملبورن أستراليا. وأدرج اسمه في «موسوعة الفن التشكيلي اللبناني خلال مئة سنة» مع تقويم لأعماله. نال أوسمة وميداليات وجوائز في لبنان، وجائزة عالمية (ميدالية ذهبيّة لأفضل كلمات أغنية للأطفال في العالم (مهرجان زكينو دورو ـ إيطاليا 1987).

## صحافة
أسس مجلة «صدى الأرز» (1968 ـ 1987) وشارك في تأسيس صوت النخبة والبناؤون الأحرار ودنيا الأحداث. أسس «دار كنعان للنشر» (1975 ـ 2001)، وتولّى الاشراف على إصدار مؤلفات أكثر من دار.
- مؤسس وصاحب مجلة «صدى الأرز» (1968 ـ1987).
- أحد أصحاب مجلة «صوت النخبة» (1989 - 1996).
- أحد أصحاب مجلة «دنيا الأحداث» ورئيس تحريرها منذ العام 1995
- محرر في مجلة «الدبور» (1964 - 1967).
- محرر الشؤون الخارجية في جريدة «الجريدة» (1968 – 1969).
- محرر الشؤون المحلية في جريدة «الجريدة» (1969 - 1970).
- المسؤول عن الصفحة الثقافية في جريدة «الجريدة» (1972 - 1973).
- مدير تحرير مجلة «المدينة» (1973 - 1974).
- سكرتير تحرير مجلة «الجديد» (1973 - 1975).
- محرر في وكالة «اخبار اليوم» (1973 –1974).
- مدير تحرير مجلة «أوروسكوب» (1975).
- محرر الشؤون المحلية والتحقيقات في جريدة «اللواء»(1975 - 1976).
- محرر في وكالة الأنباء الصحفية (1975 - 1976).
- المسؤول عن القسم الثقافي في جريدة «العمل» (1975 - 1982).
- محرر في وكالة الأنباء اللبنانية (1976 - 1979).
- المسؤول عن القسم الثقافي في جريدة «الأحرار» (1975 - 1984).
- مدير تحرير مجلة «الفراشة» (1979).
- المسؤول عن القسم الثقافي في مجلة «الجندي اللبناني» (1982 - 1983).
- أحد اصحاب ومؤسسي «راديو برس» للاعلام (1983 - 1988).
- المسؤول عن القسم الثقافي في مجلة «الهيئة الشعبية» (1984 - 1985).
- المسؤول عن القسم الثقافي في مجلة «حماية المستهلك» (1985).
- المسؤول عن القسم الثقافي في جريدة «لسان الحال» (1987 - 1988).
- المسؤول عن القسم الثقافي في جريدة «الجمهورية» (1988).
- المسؤول عن القسم الثقافي في جريدة «الديار» (1989).
- رئيس تحرير مجلة «الأسبوع الضاحك» (1989).
- رئيس تحرير مجلة «البناؤون الأحرار» (1986).
- كاتب في جريدة «الأنوار» (1982 - 2001).
- كاتب في مجلة «جمالك» (1989 - 1992).
- كاتب مقال «الصفحة الأخيرة» في مجلة «بشاريا» (1991 - 1994).
- رئيس تحرير مجلة «جحا» للصغار (1992).
- عضو جمعية المراسلين العرب (1992 - 1996).
- الاشراف على تحرير مجلات: عالم التجارة (1995 - 2000)، رجال (1997 - 2000)، دلال (1997 - 2001)، بوردا (1999 - 2000).
- الاشراف على تحرير مجلات: «ايليت عطور وماكياج» «ساعات ومجوهرات» «عالم الأفراح» - «سيارات» (2002 -
- رئيس تحرير مجلة «مناطق» (2001 - 2003).
- رئيس تحرير مجلة «صوت المحبة»
- رئيس تحرير مجلة «تي 2 تكنولوجيا واتصالات (2004 - 2005).
- الاشراف على تحرير مجلة «فينوس» (2007 - 2008)
- صاحب ومدير «دار كنعان» للطباعة والنشر والتوزيع (1974 - 2004).
- مدير دار النضال للطباعة والنشر (1990 - 1992)
- اشرف على إصدارات: دار الكاتب العربي، ودار الكتبي العربي (1992 - 1996)
- عضو مجلس كسروان الثقافي منذ العام 1973
- أمين سر عصبة الشعر اللبناني (1975 - 1994).
- عضو نقابة الناشرين اللبنانيين (1974 - 2004).
- عضو جمعية المؤلفين والملحنين وناشري الموسيقى منذ العام 1985
- عضو نقابة الفنانين المحترفين في لبنان منذ العام 1994
- عضو المركز اللبناني للمسرح (تابع للمؤسسة الدولية للمسرح) منذ العام 1976
- عضو مؤسس لجمعيات ثقافية واعلامية.

## المؤلفات
حكايات لها (1973)، كلمات بلون عينيها (1975)، دفتر شعر باللغة اللبنانية (1978)، رسالة إلى حبيبتي (1976 ـ وصدر بالفرنسية في العام 1979، ترجمة وديع مبارك)، القبلة وسحر الشفاه (1980)، إلياس أبي شبكه الصحافي العاشق (1985)، الاخوان رحباني ـ هوامش من سيرة ذاتية (1986)، دفاتر الصيف (1987)، يوميات في المنفى (1990 ـ ترجم إلى الفرنسية وصدر بالإنكليزية 1994 بترجمة البروفسورين عدنان حيدر ومايكل بيرد) ـ أنا العاشق البحر (1993) - يا مريم، بالمحكية (1994) - موسوعة الزجل اللبناني: شعراء ظرفاء (1991)، قبل ما يفلّ الزهر، شعر بالمحكية (2006) - عن هاك الصبي، ملامح من سيرة بالمحكية (إصدار خاص 2008) - الغيم ناطور الوقت، شعر بالمحكية (2008)، صدر بالفرنسيّة ترجممة أمين زيدان (2012) - زهر برّي (منشورات دار مختارات 2008) - أنطون قازان ـ البطريرك إلياس الحويّك (سلسلة «الكبار»: 1995)، سفر من كتاب امرأة (1996)، قمح لمائدة العصافير (1999)، حكاية كل يوم (2001)، موسوعة الزجل اللبناني ـ شعراء ظرفاء ـ 6 أجزاء (الطبعة الأولى 2000 ـ الطبعة الثانية 2005)- أربعون وردة لحب مجنون: كابي اسكندر حداد (2008)، عن هاك الصبي (إصدار خاص 2008) - هل؟ (منشورات دار نلسون2011) - نساء بيكاسو (منشورات دار الفارابي 2012) - فوق بيدر (منشورات ستامبا ميديا 2012) - ديك وحكايا صغيرة (2014) - تحت شمس الوادي المقدّس. مفاتيح وجوه (منشورات رابطة قنّوبين للرسالة التراث 2014) - يوميّات عابرة (2016) - بيتر مدوّر: من جونية إلى جائزة نوبل (منشورات بلدية دونية 2016) - ثلاثيّة: أنا لا أعبد الله، سفرُ تكوين، إبليس الإله (2018) - جونية مدينة الصحافة (منشورات بلدية جونية 2018)- اميل مبارك أغاني الضيعة (منشورات بلدية عينطورة - كسروان (2018)- أسعد حرب الشمالي زجل الحنين (2019)-... وما دقّ مرّه الباب (2019).
الجامعة الأميركيّة للعلوم والتكنولوجيا
أربعون وردة لحب مجنون: كابي حدّاد (2008) - حبر لأوراق الذاكرة (الجزء الأول 2011) - وجوه في حديقة المبدعين (2013) طبعة ثانية (2016) - ع البركة: تقاليد لبنانية وعادات (بالاشتراك مع منشورات جامعة أركنصا أميركا 2012) طبعة ثانية (2016).
منشورات جامعة سيدة اللويزه
أنطولوجيا زجل الاغتراب اللبناني خلال القرن العشرين 1900 - 2000 (2010) - فؤاد حدّاد والقضية اللبنانيّة (2013) - فؤاد حبيش وزمن المكشوف (2016) - الصحافة اللبنانيّة (1851 - 1943) الجزء الأوّل (2017).
سلسلة الزجل اللبناني (جامعة الروح القدس - الكسليك)
الرئيس أيوب تابت: شاعر الوديّ (الطبعة الأولى 2009- الطبعة الثانية 2009) -الخوري لويس الفغالي: شمس الزجل اللبناني (الطبعة الأولى 2009 - الطبعة الثانية 2011) - أسعد الخوري الفغالي: شحرور الوادي والمنبر (2009) -الياس الفرّان: سلوى الهموم والغربة (2009) - رشيد نخله: أمير الزجل اللبناني (2009) - منصور شاهين الغريّب: شيخ الكار (2010) - يوسف فرنسيس البرّي: زهرة لبنان وصدى كسروان (2010) - شاهين حبيش: الشيخ القوّال (2011) - فريد جبّور: الزهر المنثور (2012) - رامز البستاني: أمير الزجل اللبناني (2013) - أمين أيوب: عروس المرسح اللبناني (2013) - يوسف الباحوط: رائد الزجل اللبناني (2014) - أنطون سلامه: قصة أميركا (2014) - منصور صافي نصر: الزجل الفصيح (2015) - سليم لطف الله: قصائد الغربة (2016) - مادلينا أبي حيدر: نبذة في الحرب الكونية (2016) - حنّا موسي: كتاب المنبر (2016) طبعة ثانية (2017) - يوسف أيعد غانم: البرج الأخضر (2018) - كابي حدّاد: قصائد الوطن والحبّ (2018) - قيصر مرعي: منبر الجيل الأوّل (2018).
مئات المقالات والبحوث والدراسات والتحقيقات والأحاديث في الصحف والمجلات اللبنانية والعربية.
ـ مراجعة وكتابة مقدمات لعدد من الكتب والدراسات.
ـ عشرات المحاضرات والندوات.
ـ كتاب «عطر الرغبات في شعر جوزف أبي ضاهر» للدكتور خريستو نجم (1998).
ـ بحوث ودراسات في صحف ومجلات لبنانية وعربية وعالمية.

### الأعمال المسرحية
اسوارة الحظ (1980) ـ 3 حكايات زغار (1981) ـ بدنا نعيش (1981) ـ بونجور يا زغار (1982) ـ التجربة (من وحي السنة العالمية لجبران 1983) ـ بيت الفرح (1985) ـ زهرة الزمان (1986) ـ مغامرات زرزور (1987 و1992 ـ 1993) ـ لمين العيد (1991) ـ حوار الطرشان (1991) ـ كروم الدهب (1993) ـ مين أخد العيد (1994) تاج الأميرة (1994 ـ 1995) ـ لويزا وبياع القمح (1995 ـ 1996) - طيور السلام (مسرحيّة ايمائية 2005 - 2006 دبي، 2009 كازينو لبنان)ـ كتابة اغنيات مسرحيات خاصة بالأطفال.
ـ كتابة أغنيات «مسرح الساعة العاشرة» منذ العام (1985 ـ 2006)
ـ اعداد مهرجان كسروان الأول 1987.
- مسرح الدمى

عروس الغابة (1985) ـ نجمة الحرية (1986) ـ شكور والأميرة نور - الجزء الأول (1987) ـ شكور والأميرة نور ـ الجزء الثاني (1988) ـ شكور الشطور (1991) ـ شكور والعصفور الدهبي (1994) ـ شكور وبابا نويل (1994).

### الأعمال الاذاعية
الإذاعة اللبنانية: حكاية شعب ـ شعر (6 حلقات) 1969 ـ 1970 ـ شوية شعر (12 حلقة) 1969 ـ 1970
ـ حديث الشهر (7 حلقات) 1970 ـ 1971
ـ ميني راديو (برنامج للأطفال من إنتاج المركز التربوي للبحوث والإنماء (15 حلقة)
1981
ـ مجلّتي الصغيرة (36 حلقة 2011).
إذاعة صوت لبنان: قصة ومتل (تمثيلي ـ 36 حلقة) ـ 1982
ـ ندوة الأسبوع: اجتماعية ـ ثقافية (37 حلقة) 1982
ـ ندوة في التاريخ اللبناني مع الدكتور فؤاد افرام البستاني (45 حلقة) 1983
ـ صوت الثقافة (61 حلقة 1987 - 1988) - ضيعة المواهب (5 حلقات 1990) - من دفاتر ايامنا (173 حلقة 1990 - 1991)) - لطائف وطرائف (58 حلقة 1991) - تنين تنين (بث مباشر 13 حلقة 1991) - قطفة غزل (29 حلقة 1992) - أهلا وسهلا (24 حلقة 1992) - دفاتر الزجل (20 حلقة 2011) - دفاتر الزجل (20 حلقة 2011) - حدث اليوم (136 حلقة 2011) - حدث اليوم (1460 حلقة 2013 - 2016) - ذكريات (7حلقات 2015) صوت لبنان ضبيه.
إذاعة لبنان الحر: من خوابينا ـ حول الشعر الشعبي وأعلامه ـ (32 حلقة 1982)
ـ صباح الخير (90 حلقة 1985) - يا زغارنا الحلوين (خاص بالأطفال 380 حلقة 1986) - دغوش الدني (برنامج شعري ـ 270 حلقة) 1986
ـ قناديل المسا (165 حلقة 1987 - 1988) - صباح الورد (276 حلقة) 1990 - 1991) ـ قناديل المسا (995 حلقة) 1991 - 1996) -لـ صباح النور (بث مباشر 140 حلقة) 1988
ـ الأسبوعية الثقافية (317 حلقة 1991 - 1996).
إذاعة مون ليبان: صباح النور (شعر 220 حلقة 1985).
إذاعة صوت الحق: صباح الورد (98 حلقة 1987 - 1988).
إذاعة صوت الجبل: شباك الورد (98 حلقة 1987 - 1988) - فنان في الذاكرة (24 حلقة 1993).
أحاديث وندوات في معظم الإذاعات (132 حلقة).

### الأعمال التلفزيونية
:LBCI
كتابة اسكتشات برنامج «مع النجوم» (18 حلقة) 1985 ـ 1986
ـ سيناريو وحوار«كل الألوان» دمى متحركة (18 حلقة) 1985 ـ 1986
ـ كتابة «مسرح الدمى» (28 حلقة 1990) - كتابة مسرح الطفل: بائع الأحلام (1990) - الزهرة المستحية (1991) - حربوق (1991). كتابة «قديس من لبنان» (1991).
كتابة حلقات «كبارنا»: (الجزء الأول: نصف ساعة 1992 - 1994): الياس أبو شبكه، مصطفى فرّوخ، إيليا أبو ماضي، عمر الأنسي، لحد خاطر، جورج مصروعه، شحرور الوادي، رشيد نخله، وديع صبرا، حبيب سرور، أنطون قازان، خليل الصليبي، عمر الزعنّي، البطريرك الياس الحويك.
كتابة حلقات «كبارنا» (الجزء الثاني: ساعة 2000 - 2001): عمر الزعنّي، عاصي الرحباني، لحد خاطر....
كتابة حلقة «كل شهر وإنتو بخير»: التداوي بالأعشاب (1993).
كتابة برنامج «دار الفنون» (18 حلقة 1993). كتابة حلقات خاصة بـ عيد الجيش (مهرجان بعبدات 1997 - 1998) - عيد الموسيقى في لبنان (بيروت - جونيه - دير القمر 1997 - 1998) - مهرجان الرقص (نهر الفنون 1997) - مهرجان انتخاب ملكة جمال لبنان (1997)- سهرة رأس السنة (1997 - 1998- 1999) - عيد الفطر (1999) - مهرجانات صيف 1998 (جونيه، دير القمر، قلعة المسيلحه، قصر الأمير أمين، عيد الـ LBCI الثالث عشر - برنامج «ع الباب يا شباب» (62 حلقة 1999 - 2000) -عيد الـ LBCI ا (2001) - كرنفال قرطبا (2001) - برنامج «ساعة بقرب الحبيب» (48 حلقة 2003 - 2004) - مشاركة في كتابة نصوص أخبار ضد كوم» (2010 -2012).
برامج وثائقية:
«الأرمن في لبنان» (120 دقيقة 1994) - «ادوار حنين مؤمن بالله وبلبنان» (75 دقيقة 1994) -«رياض شراره كاتبًا وتلفزيونيًا» (17 دقيقة 1994).
برامج المسابقات: أسئلة برنامج «باب الحظ» (11 حلقة 1994) - «اهلا بهالطله» (131 حلقة 1995 - 1997) - «عدّ ونطّ» (13 حلقة 1997) - اعداد الحلقات الخاصة من «نهاركم سعيد» 10 حلقات (صيف 2000).
اعداد برامج :«نادي النوادي» 1986 ـ 1987
ـ عضو اللجنة الحكم في برنامج «ستوديو الفن» 1988 و1992
ـ اعداد برنامج «ميلاد 88» (5 حلقات) 1988
ـ اعداد برنامج «فلتة زمانو» (46 حلقة) 1988 ـ 1989
ـ اعداد برنامج «مدرسة المواهب» (13 حلقة) 1990
ـ- مراقبة نصوص برامج الأطفال المحلية (LBCI) (1993 ـ 1996).

## وثائقي تلفزيوني
TL:
برامج وثائقية: رياض المعلوف ـ 60 دقيقة (1996).
تاريخ دير سيدة بزمار للأرمن الكاثوليك ـ 30 دقيقة (1996).
فكتوريا خزامي (1996).
صلاح ستيتيه (1996).
منير وهيبه الخازن (1997).
كميل أبو صوّان (1997).
MTV:
برامج وثائقية: ايليا أبو شديد (1998).
كتابة نصوص برنامج «سنه عن سنه» (50 حلقة 1998 - 1999).
أسئلة برنامج لمين الملايين» (2001).
NTV:
كتابة نصوص لبرنامج «ستار كلوب» (حلقتان - 2004).
المستقبل:
سيناريو برنامج «رادار» تلفزيون المستقبل (30 حلقة - 2003).
NBN:
إعداد برنامج «دفاتر الشعراء» (22 حلقة - 1997 ـ 1998).
ـ
إعداد برنامج «دفاتر الذكريات» (38 حلقة - 1998 ـ 1999)
-
اعداد وتقديم برنامج «رجالات الوطن» فؤاد شهاب... (2001).
أعدت عنه:حلقة خاصة من برنامج «وجوه» (30 دقيقة ـ 2004).
ART:
اعداد برنامج «فتاة 2000» (13 حلقة (1999).
تلفزيون دبي:
كتابة أسئلة لبرنامج أطفال (370 سؤالا - 2005).
LBC- MBC:
كتابة أسئلة لبرنامج «من سيربح المليون» 352 سؤالاً - 2005).
إنتاج خاص:
كتابة برنامج «طَبَق الأصل» (33 حلقة - 1997 ـ 1998).
كتابة نصوص إعلانية - كتابة جينيريك (مقدمات) لبرامج: «كل الألوان»، «كيف وليش» (مع أغنيات) ماريا مرسيدس، ماريا وبس، ارضي مش للبيع، أخبار مش من هون (مع اغنيات)، استريليتا، الغريبتان، كاسندرا، روزا، خوان الغول، ألوندرا، النورس، نينا ريكا، أوريليا، ازميرالدا.
- «حكاية مدى» عن الراهبات الأنطونيات (الحازمية ـ الجمهور) 30 دقيقة (2004).
- حلقة من برنامج فنون تشكيلية ـ تلفزيون «فن ـ أوربِت» 2004.
- حلقة من برنامج «تحفة» 30 دقيقة ـ NTV (2006).
- حلقة من برنامج «وجوه» LBC (2006).
- «من دفاترهم» صوت لبنان «7 حلقات» (2007).

## المعارض التشكيلية

### معارض خاصة
- رسم: غاب سنتر، بخعازي ـ برمانا (1979)، الرابطة الفنية ـ جبيل (1986)، صالون الفنانين ـ بيروت (1993).
- نحت: «مرايا الغابات» ـ غاليري دار بخعازي ـ بيروت (1997).
- نحت: «ايقاع الشجر» ـ البيت اللبناني ـ الألماني ـ جونيه (2000). غاليري EXODE - بيروت رسم ونحت: «لعبة الألوان» (2019).

### معارض مشتركة في لبنان
الفرقة الفنية ساحل علما (1976 ـ 1980 و1983) ولبنان 78: دار الفن والأدب ـ بيروت (1977) والفن اللبناني: مدرسة القلبين الأقدسين ـ الأشرفية (1978) والفنانون اللبنانيون: كازينو لبنان (1979) ومعرض أول نوار: الأشرفية (1979) ومعرض نوار ـ جامعة الروح القدس الكسليك (1980 و1983) واكليريكية غزير المارونية (1980) وأوتيل ألكسندر ـ بيروت (1982)، فنون لبنانية ـ بيروت (1983 و1986) وبوليفر ولو بريسم ـ جل الديب (1987) وستاسيون دي زار (1993) وغاليري أشكال ـ الكسليك (1996 ـ 1997) وغاليري صادر للثقافة والفنون (نحت ـ 1999) ومعرض الميلاد: البيت اللبناني الألماني ـ جونيه (نحت ـ 1999).

### معارض مشتركة خارج لبنان
- ساو باولو ـ ريو دي جينيرو (1981)، الأرجنتين (1982)، الاورغواي (1982)، ملبورن ـ أستراليا (1993).
- ادرج اسمه في موسوعة «الفن التشكيلي اللبناني خلال مئة عام» مع تعليق وتقويم لأعماله.

## مشاركات
- عضو الوفد اللبناني إلى مهرجان «الشعراء الشباب» (بغداد 1984).
- عضو الوفد اللبناني إلى مهرجان «الكويت عاصمة ثقافية للعالم العربي» (2001).

## أوسمة وجوائز
- وسام المؤسسة الفرنسية للتشجيع على التقدم ـ رتبة كومندور (1972).
- وسام المنظمة الإنسانية ـ رتبة فارس (1973).
- الميدالية الذهبية لأفضل كلمات أغنية للأطفال في العالم (مهرجان زكينو دورو ـ 1986 ـ إيطاليا، باشراف منظمة اليونسف.
- جائزة أفضل تغطية اعلامية لمهرجان مخائيل نعيمة (1978).
- ميدالية العام 1987 من مجلس انماء كسروان ـ الفتوح لأفضل إنتاج أدبي وشعري.
- ميدالية مهرجان الفكر والفن الأول ـ معهد الرسل (1988(.
- جائزة الأب الشهيد بطرس ابي عقل للفنون التشكيلية (1993(.
- ميدالية الشرف للكشاف الماروني اللبناني 1998.
- درع مهرجان يوم الثقافة (نوّار 2000).
- جائزة سعيد عقل: عن مجموعة خطب ملكات (2 تموز 2003).